# 南極副獅子魚
南極副獅子鱼为輻鰭魚綱鮋形目杜父魚亞目狮子鱼科的其中一種。分布於南極洲東部海域，屬深海底棲性魚類，棲息在水深300至782公尺的海域，生活習性不明。